# Robert Newton
Robert Newton (1 de junho de 1905 — 25 de março de 1956) foi um ator britânico. 
Juntamente com Errol Flynn, foi um dos astros de cinema mais populares entre o público juvenil masculino durante os anos 1940 e começo dos 50, especialmente garotos britânicos. 
Sua carreira cinematográfica foi interrompida devido a um alcoolismo crônico, que provocou sua morte por ataque cardíaco em 1956 em Beverly Hills, Califórnia. Foi sepultado no Westwood Village Memorial Park Cemetery, Los Angeles, Califórnia no Estados Unidos.

## Filmografia parcial
- Farewell Again (1937)
- Fire Over England (1937)
- Dark Journey (1937)
- Jamaica Inn (1939)
- Dead Men are Dangerous (1939)
- Bulldog Sees It Through (1939)
- 21 Days (1940)
- Poison Pen (1941)
- Major Barbara (1941)
- Hatter's Castle (1942)
- This Happy Breed (1944)
- Henry V (1944)
- Odd Man Out (1947)
- Temptation Harbour (1947)[3]
- Oliver Twist (1948)
- Obsession (1949)
- Treasure Island (1950)
- Waterfront (1950)
- Tom Brown's Schooldays (1951)
- Soldiers Three (1951)
- Les Misérables (1952)
- Blackbeard the Pirate (1952)
- Androcles and the Lion (1952)
- The Desert Rats (1953)
- The Beachcomber (1954)
- The High and the Mighty (1954)
- Long John Silver (1954)
- Around the World in 80 Days (1956)